# 太田屋
株式会社太田屋（おおたや）は、長野県に展開する仏壇・墓石販売、葬祭、生活雑貨・ギフトなどの事業を行う企業。創業当初は個人経営の葬儀店であったが、徐々に隣接分野に事業を拡大し、日常から非日常まで、生活の各局面に対応する事業を持つことから、「生活応援企業」を名乗る。
設立初期からCM展開を行ったことから地元での知名度は高く、長野県人の特徴として「信濃の国を歌える」とともに「仏壇は太田屋」が挙げられたこともある。葬祭部門は日本儀礼文化調査協会の格付けで5つ星を獲得しており、地区内でのシェアは7割を超える。

## 沿革
太田屋の起源は1925年に岡谷市で創業した「太田屋造花店」に遡る。創業者の太田貞治は食料品や雑貨、タクシーなどさまざまな事業を手がけた人物で、この店もそうした事業の一つであった。店は造花店とは言いながら、葬儀における花環の設営が主体で、実質は葬祭業であった。
1961年、太田貞治が脳溢血で倒れ、東京で証券会社に就職したばかりであった末子の太田六也が後を継ぐことになった。1968年には事業を法人化したが、当時は従業員4名、花環を荷車に積んで設営に行く零細事業であった。葬儀は隣接する諏訪市においても慣習が異なり、葬祭業だけでは拡大の余地が少ないことから、1972年に仏壇販売に進出した。仏壇販売においてはテレビ、ラジオ、新聞で大規模な宣伝を行い、新聞広告は1973年に信濃毎日新聞広告賞の最優秀賞を受賞した。
さらに墓石へと事業を多角化した。仏壇店の多店舗展開も進み、1995年には10店目となる徳間店を長野市に開店した。しかし仏壇という製品の特性上、拡大には限界があるという判断から、創立事業である葬祭業を再度強化していくことになった。1998年、諏訪市で東洋バルヴの跡地を市の仲介で取得し、同社初の葬祭施設「えこうホール諏訪」を開館した。施設は和食レストランを併設し、ホールでの葬祭の際にはレストランの専門調理人が調理にあたることを訴求点とした。開館にあたっては地元の葬儀業者と提携、2社合わせて90%以上となる諏訪市内の葬儀施行シェアを、提携会社が一手に引き受けることになった。
2000年にはえこうホール諏訪に隣接する東洋バルヴの跡地を追加取得、飲食店、多目的ホール、雑貨店、ギャラリーなどからなる複合施設の建設に着手した。投資総額16億円、施設はすべて直営で、職員150人は全員新規採用するという大規模投資で、2001年10月に開業、諏訪ふれあい広場と名付けられた。一方岡谷でも身近な場所への会館設置を求める声があったことから、岡谷に近い下諏訪町で元は家電量販店であった建物を改装し、2箇所目の葬祭施設「えこうホール赤砂」を開館した。2006年にはその近隣に「えこうホールみずべ」を開館した。
2009年、太田六也の長男の太田博久が社長に就任し、太田六也は会長に退いた。社長交代後も拡大は続き、2012年11月にはえこうホール諏訪の近隣に小規模葬に対応する「えこうホール諏訪やすらぎ館」を開館した。2014年には岡谷で個人が経営していたホールを引き継ぎ、創業の地である岡谷でもホールを運営することになった。
- 1925年 - 創業[19]。
- 1968年 - 有限会社に移行[19]。
- 1972年 - 諏訪赤沼に第1号店を開店（仏壇事業を本格的に展開）。テレビ・ラジオコマーシャルを開始[19]。
- 1973年 - 第2回信濃毎日新聞広告賞を受賞[19]。
- 1989年 - 墓石事業部を開設[19]。
- 1990年 - 株式会社に移行[19]。
- 1992年 - 墓石センター開店[19]。
- 1993年 - ギフト事業を開始[19]。
- 1998年3月30日 - 葬祭会館「えこうホール諏訪」オープン[20][注釈 2]。
- 2001年10月22日 - 「諏訪ふれあい広場」オープン[21]。
- 2003年6月2日 - 「えこうホール赤砂」開館[3]。

## 事業内容
- 仏壇墓石事業部
仏壇・仏具の販売、墓石販売/霊園開発・墓地造成。
  - 松本本店
  - 岡谷本町店
  - 諏訪店
  - イオンモール佐久平店
  - やすらぎ館長野柳原店
  - 長野大橋店
  - 伊那西春近店[22]
- 葬祭事業部
葬儀受注・施行/法要受注・施行/メモリアルステージ運営。
  - えこうホール諏訪
  - えこうホール諏訪やすらぎ館
  - えこうホール赤砂
  - えこうホールみずべ
  - えこうホール岡谷さくら館
- ふれあい広場

生活雑貨店/ギフト販売。
- りんごの会 : 太田屋が運営する諏訪地域エリアの会員組織[23]。会のキャラクター「りんごちゃん」のデザインはイラストレーターの小平陽子[24]。